# Cattolica Calcio 1923
Il Cattolica Calcio 1923 è una società calcistica di Cattolica (RN). Milita in Seconda Categoria.

## Storia
Fondata da un gruppo di sportivi provenienti dalla Polisportiva Robur, acquisisce il nome di Cattolica Calcio nel 1923. Diviene una realtà sportiva di primo piano con l'utilizzo dell'impianto delle "Navi" fino a sparire per qualche anno a metà degli anni cinquanta. In quel periodo l'attività calcistica viene svolta da due realtà dilettantistiche formatesi presso le parrocchie di S. Pio e S. Antonio con le rispettive squadre di Superga e Folgore. Dopo qualche anno di rivalità, con la valorizzazione di diversi elementi di spicco, le diverse esperienze si fondono in quella che sarà la prosecuzione del Cattolica Calcio.
Vanta cinque anni di C2 nella prima metà degli anni ottanta, dove si scontra con squadre come il Venezia, l'Ancona, la Maceratese, la Jesina, la Civitanovese, il Mestre, il Giulianova, il Teramo, il Chieti, il Padova, la Vis Pesaro ed altre squadre della costa adriatica.
Nella stagione 2006-2007 è retrocesso in Eccellenza dopo quattro stagioni in serie D ed un play-off (perso con l'Orvietana) per accedere in Serie C2.
Un punto di forza della società, piazza ambita da molti giocatori di serie inferiori, è sempre stato il calore e l'ottimo seguito dei propri tifosi. Nella stagione 2007-2008 ha disputato il campionato Eccellenza Emilia-Romagna - Girone B in compagnia di altre due squadre "vicine di casa": il Valleverde Riccione FC ed il Real Misano. I problemi finanziari della nuova dirigenza subentrata all'inizio della stagione 2007-2008 hanno ostacolato la creazione di una formazione competitiva per il campionato di Eccellenza, portando la squadra alla retrocessione nel campionato di Promozione.
La stagione 2011-2012 è quella del riscatto, dove la squadra vince il campionato di Promozione con tre giornate di anticipo sulle dirette concorrenti, dimostrando di essere stata per tutto il campionato un gradino sopra le altre e ritorna in Eccellenza dopo quattro anni di assenza.
Il 23 maggio 2012 al coronamento di una stagione straordinaria si aggiudica la Coppa Italia Promozione Emilia-Romagna battendo in finale 3-2 il Lentigione allo stadio "Moretti" di Cesenatico. Nei quattro anni successivi i giallorossi giocano in Eccellenza, poi la società retrocede e non si iscrive al campionato di Promozione, dove comunque subentra tramite ripescaggio la società Giovane Cattolica che eredita la tradizione sportiva.
Nell'estate del 2019, dopo l'uscita di scena della presidenza del Giovane Cattolica, nasce il Cattolica S.M., società che partecipa alla Serie D 2019-2020 sfruttando il titolo sportivo del San Marino (da qui la denominazione S.M.) ma conservando comunque i colori giallorossi. Un anno più tardi, nel luglio del 2020, la dirigenza comunica la mancata iscrizione al successivo campionato di Serie D, decisione motivata dalle difficoltà burocratiche per il cambio di denominazione – posto come condizione degli ultras per continuare a sostenere la squadra – e per la cessione o conferimento del titolo da una società sammarinese a una italiana.
Nella stagione 2020-2021 la SSD Marignanese (società di San Giovanni in Marignano, paese a pochi chilometri da Cattolica) disputa le partite del campionato di Serie D allo Stadio Comunale “Giorgio Calbi” di Cattolica ed adotta i colori sociali giallo e rosso e un nuovo logo richiamante la denominazione Marignanese-Cattolica. 
Successivamente nella stagione 2021-2022 la società, retrocessa in Eccellenza, cambia denominazione in Cattolica Calcio 1923 S.G. diventando a tutti gli effetti la squadra erede della tradizione calcistica della città. A seguito della rinuncia a disputare il campionato da parte della Manzanese, il club giallorosso viene ripescato in Serie D.

## Palmarès

### Competizioni regionali
- Eccellenza: 1

2002-2003 (girone B)
- Promozione: 6

1970-1971 (girone A), 1978-1979 (girone A), 1988-1989 (girone A), 2000-2001 (girone D), 2011-2012 (girone D), 2017-2018 (girone D)
- Prima Categoria: 1

1962-1963 (girone A)

### Competizioni provinciali
- Terza Categoria: 1

2024-2025 (girone B)
- Coppa Emilia Terza Categoria: 1

2024-2025

## Tifoseria
Fondato nel 1979, il Commandos Tigre è il gruppo storico che identifica da 40 anni le varie generazioni di ultras cattolichini che si sono susseguite sugli spalti del Calbi.
Dai Rangers e Fedayn degli anni '80, passando per i Rebel Boys e Pigs degli anni '90 fino ad arrivare ai giorni nostri con il gruppo Cattolica 1923 che guida attualmente il tifo giallorosso.
Salda è l'amicizia con gli ultras del Rimini, mentre la rivalità più sentita è senza dubbio quella con il Riccione.